# Vojenské hodnosti ozbrojených sil Sovětského svazu 1935–1940
Vojenské hodnosti existovaly v ozbrojených silách Sovětského svazu od roku 1935. Byly zřízeny příkazem lidového komisaře obrany č. 176 z 3. prosince 1935, na základě usnesení rady lidových komisařů č. 2590 (které se týkalo Dělnicko-rolnické rudé armády a č. 2591 (o vojenském námořnictvu) vydaných 22. září 1935.  
| Armáda a vojenské letectvo                                               | Vojenské námořnictvo                                                            | Politický aparát                                                                          | Technická služba armády a letectva                                            | Technická služba námořnictva                                                        | Hospodářská a administrativní služba                                                     | Lékařská služba                                                          | Veterinární služba                                                                         | Právní služba                                                              |
| ------------------------------------------------------------------------ | ------------------------------------------------------------------------------- | ----------------------------------------------------------------------------------------- | ----------------------------------------------------------------------------- | ----------------------------------------------------------------------------------- | ---------------------------------------------------------------------------------------- | ------------------------------------------------------------------------ | ------------------------------------------------------------------------------------------ | -------------------------------------------------------------------------- |
| Rudoarmějec (Красноармеец) [krasnoarmejec]                               | Rudý námořník (Краснофлотец) [krasnoflotěc]                                     | –                                                                                         | –                                                                             | –                                                                                   | –                                                                                        | –                                                                        | –                                                                                          | –                                                                          |
| Velitel družstva (Командир звена, звеньевой) [komandir zvena, zvenjevoj] | Velitel skupiny (Командир группы) [komandir gruppy]                             | –                                                                                         | –                                                                             | –                                                                                   | –                                                                                        | –                                                                        | –                                                                                          | –                                                                          |
| Velitel oddílu (Отделенный командир) [otdělennyj komandir]               | Velitel oddílu (Отделенный командир) [otdělennyj komandir]                      | –                                                                                         | –                                                                             | –                                                                                   | –                                                                                        | –                                                                        | –                                                                                          | –                                                                          |
| Mladší velitel čety (Младший комвзвод) [mladšij komvzvod]                | –                                                                               | –                                                                                         | –                                                                             | –                                                                                   | –                                                                                        | –                                                                        | –                                                                                          | –                                                                          |
| Staršina (Старшина) [Staršina]                                           | Staršina (Старшина) [Staršina]                                                  | Zástupce politického pracovníka (Заместитель политрука) [zamestitěl politruka]            | –                                                                             | –                                                                                   | –                                                                                        | –                                                                        | –                                                                                          | –                                                                          |
| Podporučík (Младший лейтенант) [mladšij lejtěnant]                       | Podporučík (Младший лейтенант) [mladšij lejtěnant]                              | –                                                                                         | Mladší vojenský technik (Младший воентехник) [mladšij vojentěchnik]           | Mladší vojenský technik (Младший воентехник) [mladšij vojentěchnik]                 | –                                                                                        | –                                                                        | –                                                                                          | –                                                                          |
| Poručík (Лейтенант) [lejtěnant]                                          | Poručík (Лейтенант) [lejtěnant]                                                 | Mladší politický pracovník (Младший политрук) [mladšij politruk]                          | Vojenský technik 2. stupně (Воентехник 2-го ранга) [vojentěchnik 2-go ranga]  | Vojenský technik 2. stupně (Воентехник 2-го ранга) [vojentěchnik 2-go ranga]        | Technik-intendant 2. stupně (Техник-интендант 2-го ранга) [těchnik-intěndant 2-go ranga] | Vojenský zdravotník (Военфельдшер) [vojenfeldšer]                        | Vojenský veterinární zdravotník (Военветфельдшер) [vojenvetfeldšer]                        | Mladší vojenský právník (Младший военюрист) [mladšij vojenjurist]          |
| Nadporučík (Старший лейтенант) [staršij lejtěnant]                       | Nadporučík (Старший лейтенант) [staršij lejtěnant]                              | Politický pracovník (Политрук) [politruk]                                                 | Vojenský technik 1. stupně (Воентехник 1-го ранга) [vojentěchnik 1-go ranga]  | Vojenský technik 1. stupně (Воентехник 1-го ранга) [vojentěchnik 1-go ranga]        | Technik-intendant 1. stupně (Техник-интендант 1-го ранга) [těchnik-intěndant 1-go ranga] | Starší vojenský zdravotník (Старший военфельдшер) [staršij vojenfeldšer] | Starší vojenský veterinární zdravotník (Старший военветфельдшер) [staršij vojenvetfeldšer] | Vojenský právník (Военюрист) [vojenjurist]                                 |
| Kapitán (Капитан) [kapitan]                                              | Kapitánporučík (Капитан-лейтенант) [kapitan-lejtěnant]                          | Starší politický pracovník (Старший политрук) [staršij politruk]                          | Vojenský inženýr 3. stupně (Военинженер 3-го ранга) [vojeninženěr 3-go ranga] | Vojenský inženýr 3. stupně (Военинженер 3-го ранга) [vojeninženěr 3-go ranga]       | Intendant 3. stupně (Интендант 3-го ранга) [intěndant 3-go ranga]                        | Vojenský lékař 3. stupně (Военврач 3-го ранга) [vojenvrač 3-go ranga]    | Vojenský veterinární lékař 3. stupně (Военветврач 3-го ранга) [vojenvetvrač 3-go ranga]    | Vojenský právník 3. stupně (Военюрист 3-го ранга) [vojenjurist 3-go ranga] |
| Major (Майор) [major]                                                    | Kapitán 3. stupně (Капитан 3-го ранга) [kapitan 3-go ranga]                     | Praporní komisař (Батальонный комиссар) [batalonnyj komissar]                             | Vojenský inženýr 2. stupně (Военинженер 2-го ранга) [vojeninženěr 2-go ranga] | Vojenský inženýr 2. stupně (Военинженер 2-го ранга) [vojeninženěr 2-go ranga]       | Intendant 2. stupně (Интендант 2-го ранга) [intěndant 2-go ranga]                        | Vojenský lékař 2. stupně (Военврач 2-го ранга) [vojenvrač 2-go ranga]    | Vojenský veterinární lékař 2. stupně (Военветврач 2-го ранга) [vojenvetvrač 2-go ranga]    | Vojenský právník 2. stupně (Военюрист 2-го ранга)[vojenjurist 2-go ranga]  |
| Plukovník (Полковник) [polkovnik]                                        | Kapitán 2. stupně (Капитан 2-го ранга) [kapitan 2-go ranga]                     | Plukovní komisař (Полковой комиссар) [Polkovoj komissar]                                  | Vojenský inženýr 1. stupně (Военинженер 1-го ранга) [vojeninženěr 1-go ranga] | Vojenský inženýr 1. stupně (Военинженер 1-го ранга) [vojeninženěr 1-go ranga]       | Intendant 1. stupně (Интендант 1-го ранга) [intěndant 1-go ranga]                        | Vojenský lékař 1. stupně (Военврач 1-го ранга) [vojenvrač 1-go ranga]    | Vojenský veterinární lékař 1. stupně (Военветврач 1-го ранга) [vojenvetvrač 1-go ranga     | Vojenský právník 1. stupně (Военюрист 1-го ранга)[vojenjurist 1-go ranga]  |
| Brigádní velitel (Комбриг) [kombrig]                                     | Kapitán 1. stupně (Капитан 1-го ранга) [kapitan 1-go ranga]                     | Brigádní komisař (Бригадный комиссар) [brigadnyj komissar]                                | Brigádní inženýr (Бригинженер) [briginženěr]                                  | Brigádní inženýr (Бригинженер) [briginženěr]                                        | Brigádní intendant (Бригинтендант) [brigintěndant]                                       | Brigádní lékař (Бригврач) [brigvrač]                                     | Brigádní veterinární lékař (Бригветврач) [brigvetvrač]                                     | Brigádní právník (Бригвоенюрист) [brigvojenjurist]                         |
| Divizní velitel (Комдив) [komdiv]                                        | Komodor 2. stupně (Флагман 2-го ранга) [flagman 2-go ranga]                     | Divizní komisař (Дивизионный комиссар) [divizionnyj komissar]                             | Divizní inženýr (Дивинженер) [divinženěr]                                     | Komodor-inženýr 2. stupně (Инженер-флагман 2-го ранга) [inženěr-flagman 2-go ranga] | Divizní intendant (Дивинтендант) [divintěndant]                                          | Divizní lékař (Дивврач) [divvrač]                                        | Divizní veterinární lékař (Дивветврач) [divvetvrač]                                        | Divizní právník (Диввоенюрист) [divvojenjurist]                            |
| Sborový velitel (Комкор) [komkor]                                        | Komodor 1. stupně (Флагман 1-го ранга) [flagman 1-go ranga]                     | Sborový komisař (Корпусной комиссар) [korpusnoj komissar]                                 | Sborový inženýr (Коринженер) [korinženěr]                                     | Komodor-inženýr 1. stupně (Инженер-флагман 1-го ранга) [inženěr-flagman 1-go ranga] | Sborový intendant (Коринтендант) [korintěndant]                                          | Sborový lékař (Корврач) [korvrač]                                        | Sborový veterinární lékař (Корветврач) [korvetvrač]                                        | Sborový právník (Корвоенюрист) [korvojenjurist]                            |
| Armádní velitel 2. stupně (Командарм 2-го ранга) [komandarm 2-go ranga]  | Komodor loďstva 2. stupně (Флагман флота 2-го ранга) [flagman flota 2-go ranga] | Armádní komisař 2. stupně (Армейский комиссар 2-го ранга) [armejskij komissar 2-go ranga] | Armádní inženýr (Арминженер) [arminženěr]                                     | Komodor-inženýr loďstva (Инженер-флагман флота) [inženěr-flagman flota]             | Armádní intendant (Арминтендант) [armintěndant]                                          | Armádní lékař (Армврач) [armvrač]                                        | Armádní veterinární lékař (Армветврач) [armvetvrač]                                        | Armádní právník (Армвоенюрист) [armvojenjurist]                            |
| Armádní velitel 1. stupně (Командарм 1-го ранга) [komandarm 1-go ranga]  | Komodor loďstva 1. stupně (Флагман флота 1-го ранга) [flagman flota 1-go ranga] | Armádní komisař 1. stupně (Армейский комиссар 1-го ранга) [armejskij komissar 1-go ranga] | –                                                                             | –                                                                                   | –                                                                                        | –                                                                        | –                                                                                          | –                                                                          |
| Maršál Sovětského svazu (Маршал Советского Союза)                        | Maršál Sovětského svazu (Маршал Советского Союза)                               | –                                                                                         | –                                                                             | –                                                                                   | –                                                                                        | –                                                                        | –                                                                                          | –                                                                          |

Příkazem lidového komisaře obrany č. 166 z 20. srpna 1937, vydaného na základě usnesení rady lidových komisařů z 5. srpna 1937, byly zavedeny hodnosti podporučík (младший лейтенант), mladší politický pracovník (младший политрук) a mladší vojenský technik (младший воентехник).
Příkazem lidového komisaře obrany č. 045 z 5. dubna 1938, vydaného na základě usnesení rady lidových komisařů č. 426 z 1. dubna 1938, byla zavedena hodnost zástupce politického pracovníka (заместитель политрука).
Na základě usnesení rady lidových komisařů z 1. září 1939 byly zavedeny hodnosti podplukovník (подполковник) – mezi plukovníkem a majorem, a starší praporní komisař (старший батальонный комиссар) – mezi plukovním komisařem a praporním komisařem.